# Gare d'Osny
La gare d'Osny est une gare ferroviaire française de la ligne de Saint-Denis à Dieppe, située sur le territoire de la commune d'Osny (département du Val-d'Oise).
C'est une gare de la Société nationale des chemins de fer français (SNCF) desservie par les trains de la ligne J du Transilien (réseau Paris-Saint-Lazare).

## Situation ferroviaire
La gare, établie au centre de la commune à proximité de la Viosne, se situe au point kilométrique (PK) 31,949 de la ligne de Saint-Denis à Dieppe. Elle se situe après la gare de Pontoise et précède la gare de Boissy-l'Aillerie. Son altitude est de 44 mètres.

## Histoire
La liaison ferroviaire sur le tronçon de Pontoise à Gisors, alors à voie unique, est opérationnelle dès 1868. Néanmoins, il n'existe à cette date aucun point d'arrêt sur la commune d'Osny, la municipalité et la Compagnie des chemins de fer de l'Ouest ne parvenant pas à trouver un accord financier pour la création d'une gare. Une halte est finalement ouverte le 18 octobre 1891.
Dans un contexte de forte croissance démographique locale au cours du XXe siècle, cette halte est démolie et remplacée sur le même site par une gare avec services aux voyageurs, inaugurée le 20 décembre 1976.

## Fréquentation
De 2015 à 2023, les estimations de la SNCF sont les suivantes :
| Année         | 2015    | 2016    | 2017    | 2018    | 2019    | 2020    | 2021    | 2022    | 2023    |
| ------------- | ------- | ------- | ------- | ------- | ------- | ------- | ------- | ------- | ------- |
| Fréquentation | 530 495 | 551 666 | 503 619 | 448 518 | 404 587 | 184 327 | 440 124 | 493 755 | 488 469 |

## Service des voyageurs

### Accueil
La gare est dotée d'un bâtiment voyageurs, équipé d'un espace de travail offrant une connexion Wi-Fi gratuite depuis janvier 2017,.
L'accès au quai en direction de Paris se fait par des escaliers depuis la rue ou au moyen d'un passage souterrain depuis le bâtiment voyageurs situé du côté opposé; l'accueil de personnes à mobilité réduite peut s'y révéler délicat. Le point d'entrée sur le quai en direction de Gisors, au même niveau que le parking de la gare, ne présente en revanche pas de difficulté particulière.

### Desserte
Elle est desservie par les trains du réseau Saint-Lazare (Ligne J du Transilien) du Transilien.

### Intermodalité
La gare est desservie par les lignes 1206 et 1224 du réseau de bus Cergy-Pontoise Confluence.

## Galerie de photographies

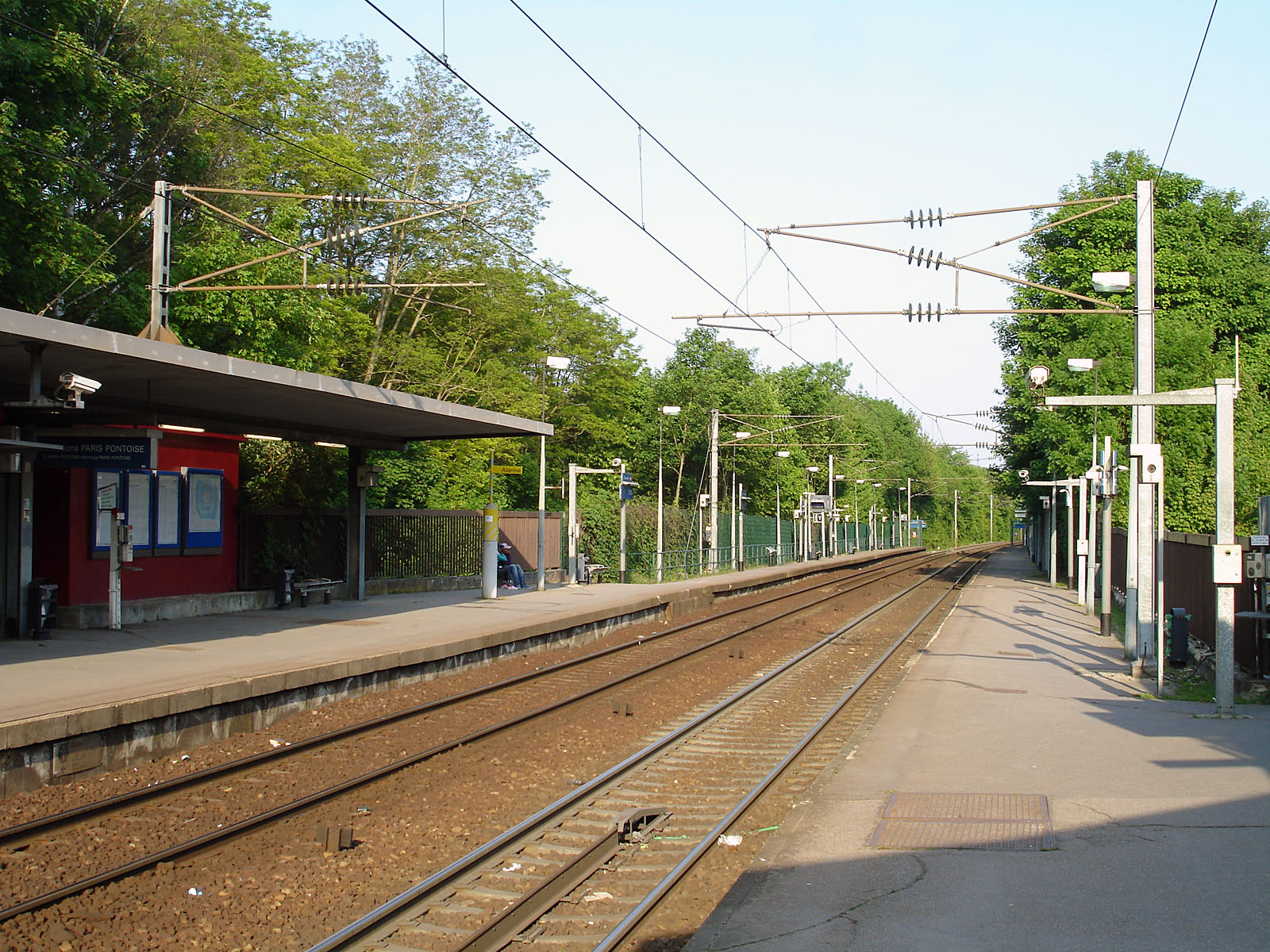
Quais en direction de Paris.
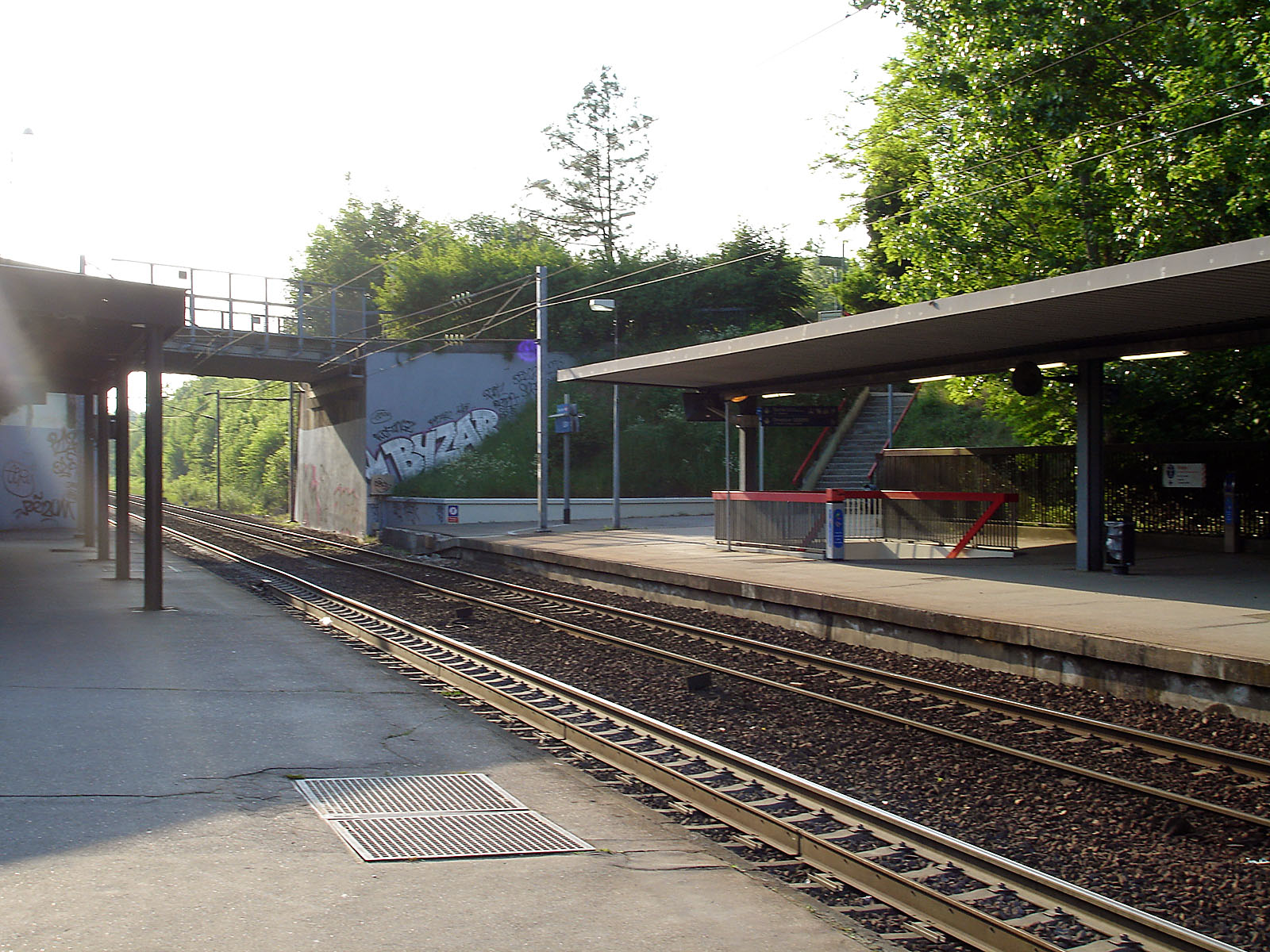
Quais en direction de Gisors.
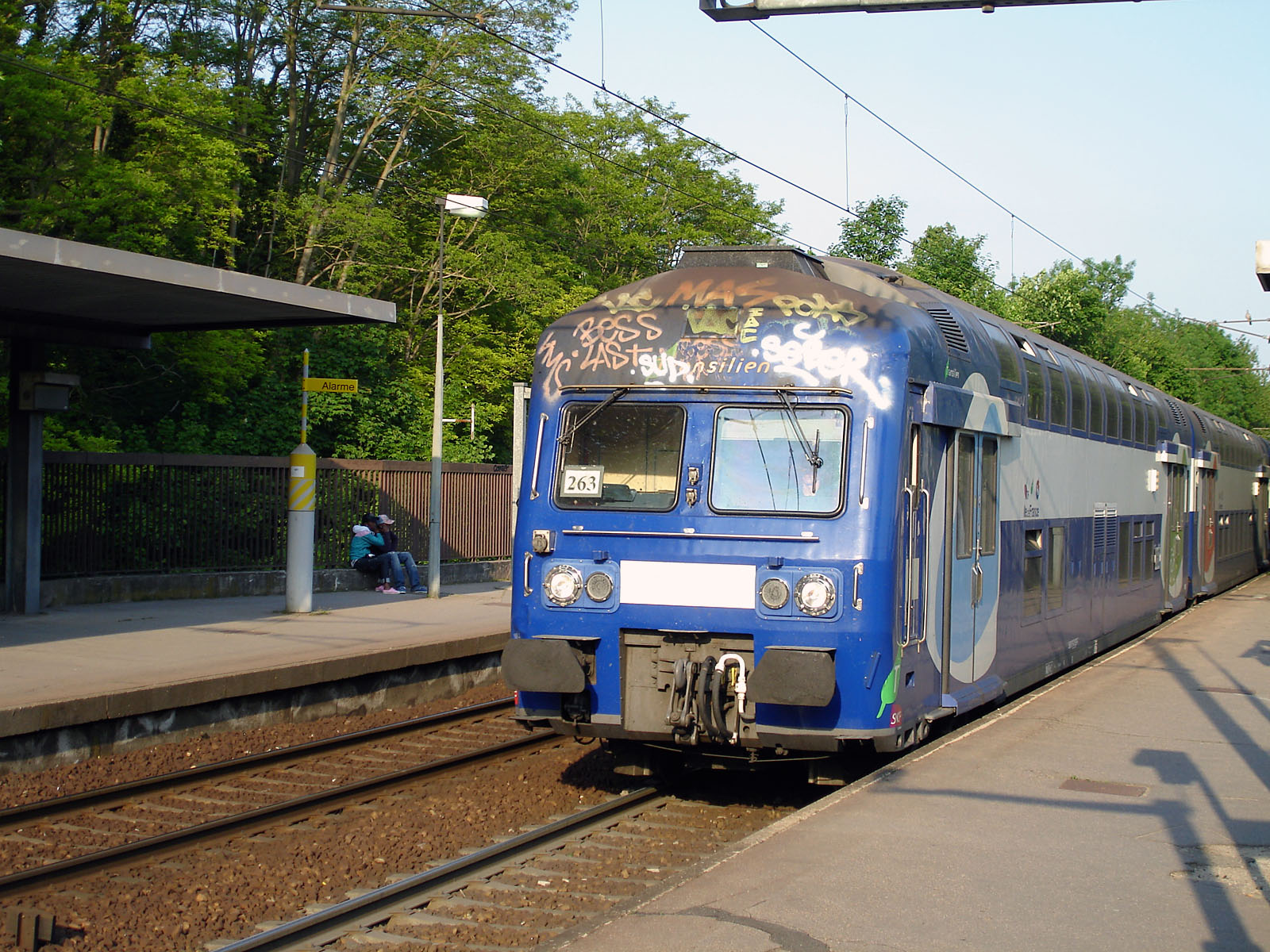
Une VB 2N en provenance de Paris entre en gare.
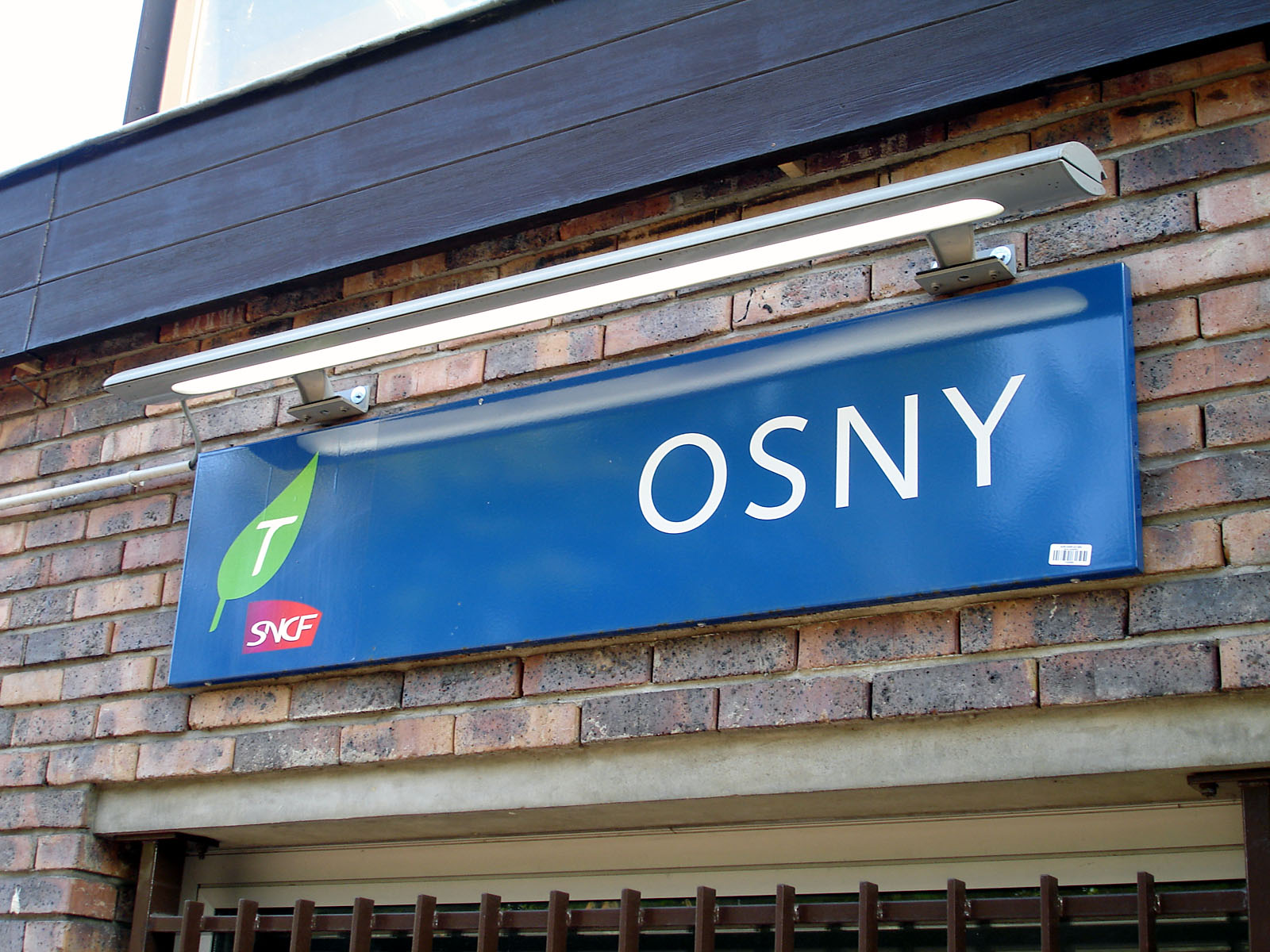
Pancarte de la gare.